# Nikornik obrożny
Nikornik obrożny (Apalis thoracica) – gatunek małego ptaka z rodziny chwastówkowatych (Cisticolidae). Występuje w lasach i ogrodach we wschodniej i południowej Afryce.

## Podgatunki i zasięg występowania

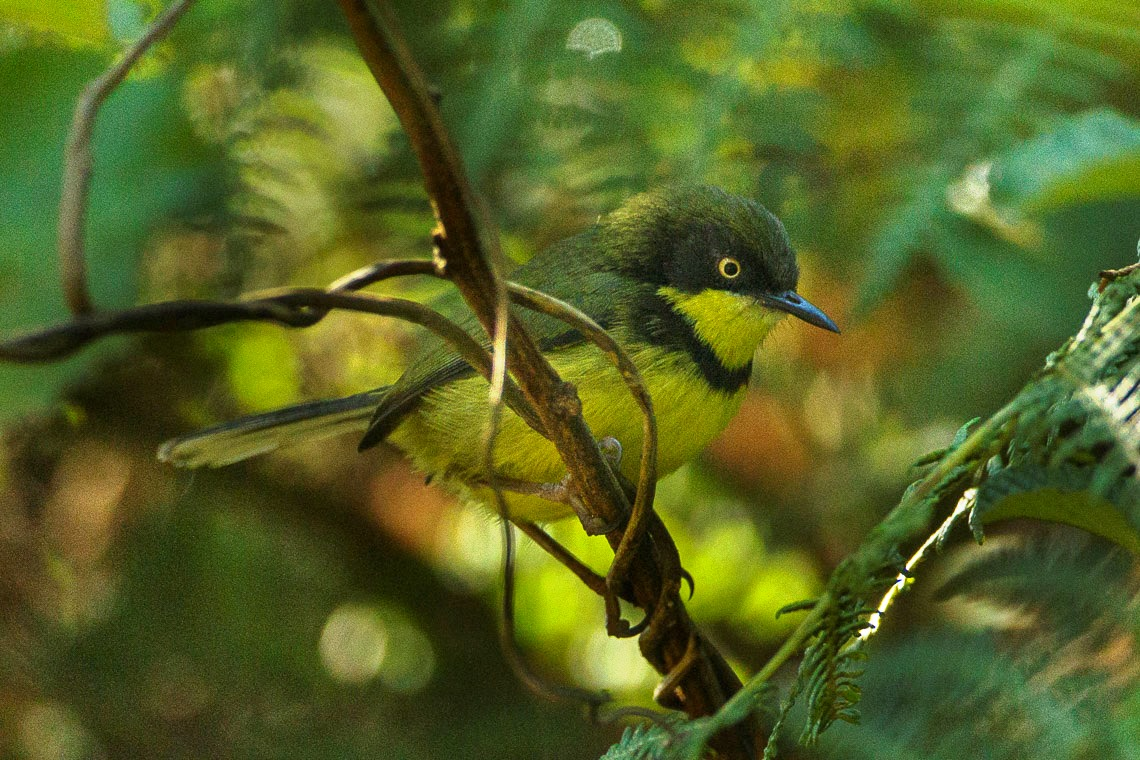
A. t. flavigularis (nikornik żółtogardły), często uznawany za osobny gatunek

Wyróżnia się ponad dwadzieścia podgatunków A. thoracica:
- A. t. griseiceps Reichenow & Neumann, 1895 – nikornik szarogłowy – południowo-wschodnia Kenia do centralnej Tanzanii
- A. t. pareensis Ripley & Heinrich, 1966 – góry South Pare (północno-wschodnia Tanzania)
- A. t. murina Reichenow, 1904 – nikornik myszaty – północno-wschodnia Tanzania do północnego Malawi i północno-wschodniej Zambii
- A. t. uluguru Neumann, 1914 – góry Uluguru (wschodnia Tanzania)
- A. t. youngi Kinnear, 1936 – południowo-zachodnia Tanzania, północne Malawi i północno-wschodnia Zambia
- A. t. whitei Grant & Mackworth-Praed, 1937 – wschodnia Zambia i południowe Malawi
- A. t. rhodesiae Gunning & Roberts, 1911 – północno-wschodnia Botswana do centralnego Zimbabwe
- A. t. quarta Irwin, 1966 – góry Nyanga (północno-wschodnie Zimbabwe) i Gorongosa (zachodnio-centralny Mozambik)
- A. t. arnoldi Roberts, 1936 – wschodnie Zimbabwe i południowo-zachodni Mozambik
- A. t. flaviventris Gunning & Roberts, 1911 – południowo-wschodnia Botswana i północna RPA
- A. t. spelonkensis Gunning & Roberts, 1911 – północno-wschodnia RPA
- A. t. drakensbergensis Roberts, 1937 – wschodnio-centralna RPA i zachodnie Eswatini
- A. t. lebomboensis Roberts, 1931 – wschodnie Eswatini, wschodnia RPA i południowy Mozambik
- A. t. venusta Gunning & Roberts, 1911 – wschodnia do południowo-wschodniej RPA
- A. t. thoracica (Shaw, 1811) – nikornik obrożny – południowo-wschodnia RPA
- A. t. claudei Sclater, WL, 1910 – południowa RPA
- A. t. capensis Roberts, 1936 – południowo-zachodnia RPA
- A. t. griseopyga Lawson, 1965 – zachodnia RPA
- A. t. flavigularis Shelley, 1893 – nikornik żółtogardły – Malawi – takson o niepewnej pozycji systematycznej traktowany przez niektóre ujęcia jako odrębny gatunek[5][6]
- A. t. fuscigularis Moreau, 1938 – nikornik ciemnogardły – Kenia – takson o niepewnej pozycji systematycznej traktowany przez niektóre ujęcia jako odrębny gatunek[5][7]
- A. t. lynesi Vincent, 1933 – nikornik śliniaczkowy – Mozambik – takson o niepewnej pozycji systematycznej traktowany przez niektóre ujęcia jako odrębny gatunek[5][8]

## Morfologia
Długość ciała wynosi 13 cm, masa ciała 12 g. U podgatunku youngi skrzydło ma długość 52 mm, dziób 15 mm, ogon 45 mm, a skok 21 mm. Upierzenie głównie ciemnoszare; tęczówki żółte. Posiada biały śliniak i czarną półobrożę na piersi. Samica mniej kontrastowa, często z węższą półobrożą.

## Pożywienie
Żywi się owadami łowionymi na ziemi, liściach lub w locie, a także owocami i nasionami.

## Lęgi
Owalne gniazdo mieści się na gałęzi krzewu 1-3 metrów nad ziemią. Budulec stanowią mech, trawy, korzonki i porosty, połączone pajęczynami. Składa 2–4 jaja. Obaj rodzice wysiadują przez 14–18 dni. Pisklęta pozostają w gnieździe 13–18 dni, potem nadal są karmione przez rodziców.

## Status
Międzynarodowa Unia Ochrony Przyrody (IUCN) uznaje nikornika obrożnego za gatunek najmniejszej troski (LC – least concern) nieprzerwanie od 1994 roku. Całkowita liczebność populacji nie została oszacowana, ale ptak ten opisywany jest jako pospolity na większości zasięgu występowania. Trend liczebności populacji uznawany jest za stabilny.
IUCN traktuje nikornika żółtogardłego, ciemnogardłego i śliniaczkowego jako osobne gatunki i klasyfikuje je następująco:
- nikornik żółtogardły (A. (t.) flavigularis) – zagrożony wyginięciem (EN – endangered), liczebność szacowana na 1500–7000 dorosłych osobników, trend liczebności spadkowy[6]
- nikornik ciemnogardły (A. (t.) fuscigularis) – krytycznie zagrożony wyginięciem (CR – critically endangered), liczebność szacowana na 210–430 dorosłych osobników, trend liczebności spadkowy[7]
- nikornik śliniaczkowy (A. (t.) lynesi) – zagrożony wyginięciem (EN – endangered), liczebność szacowana na 400–1300 dorosłych osobników, trend liczebności spadkowy[8]